# Prodigal Son – Der Mörder in Dir
Prodigal Son – Der Mörder in Dir ist eine US-amerikanische Krimiserie, die von 2019 bis 2021 produziert wurde. Die Serie entstand nach einer Idee von Chris Fedak und Sam Sklaver. Im Mai 2021 wurde die Serie nach zwei Staffeln eingestellt.

## Handlung
Im Mittelpunkt der Serie steht Malcolm Bright, dessen Vater Martin Whitly der Serienmörder Der Chirurg ist. Martin Whitly konnte man insgesamt 23 Morde nachweisen. Als Kind war Malcolm dafür verantwortlich, dass die Polizei seinen Vater verhaften konnte. Deshalb ließ Malcom seinen Nachnamen in Bright ändern. Während seiner zehn Jahre beim FBI in Quantico hat er seinen Vater nicht gesehen. Nach seiner Entlassung unterstützt er die New Yorker Polizei. Er ist gezwungen, sich der Konfrontation mit seinem Vater zu stellen, nachdem ein Serienmörder Whitlys Tötungsmethoden nachahmt. Malcom Bright unterstützt einerseits die Polizei bei der Aufklärung der Verbrechen, andererseits bekämpft er seine inneren Dämonen.

## Hintergrund
Am 28. Januar 2019 wurde bekannt gegeben, dass Fox der Produktion einen Pilotauftrag erteilt hatte. Der Pilot wurde von Chris Fedak und Sam Sklaver geschrieben, die neben Lee Toland Krieger, Greg Berlanti und Sarah Schechter als Produzenten tätig waren. Zu den an dem Pilotprojekt beteiligten Produktionsfirmen gehören Berlanti Productions und Warner Bros. Television. Über einen Monat später, am 12. März 2019 wurde bekannt gegeben, dass Lee Toland Krieger die Serie leiten wird. Die Produktion wurde am 9. Mai 2019 in Auftrag gegeben und am 23. September 2019 erstmals ausgestrahlt. Am 7. Oktober 2019 wurde für die Serie eine Staffel im Umfang von 22 Folgen geplant. Im März 2020 stellte Warner Bros. Television die Produktion aufgrund der COVID-19-Pandemie ein. Die erste Staffel wurde um zwei Folgen gekürzt. Am 21. Mai 2020 erneuerte Fox die Serie für eine zweite Staffel, deren Ausstrahlung auf Fox am 12. Januar 2021 begann.

## Besetzung und Synchronisation
Die deutschsprachige Synchronisation entstand bei der Scalamedia in Berlin. Für das Dialogbuch waren Lilli-Hannah Hoepner und Karlo Hackenberger verantwortlich, wobei letzterer auch die Dialogregie übernahm.
| Rollenname                             | Schauspieler          | Hauptrolle | Nebenrolle                  | Synchronsprecher    |
| -------------------------------------- | --------------------- | ---------- | --------------------------- | ------------------- |
| Malcolm Bright / Whitly                | Tom Payne             | 1.01–2.13  |                             | Johannes Raspe      |
| Gil Arroyo                             | Lou Diamond Phillips  | 1.01–2.13  |                             | Matthias Klie       |
| Ainsley Whitly                         | Halston Sage          | 1.01–2.13  |                             | Victoria Frenz      |
| Det. Dani Powell                       | Aurora Perrineau      | 1.01–2.13  |                             | Anita Hopt          |
| Det. JT Harmel                         | Frank Harts           | 1.01–2.13  |                             | Karlo Hackenberger  |
| Dr. Edrisa Tanaka                      | Keiko Agena           | 1.01–2.13  |                             | Kathrin Neusser     |
| Jessica Whitly                         | Bellamy Young         | 1.01–2.13  |                             | Victoria Sturm      |
| Dr. Martin Whitly / „Der Chirurg“      | Michael Sheen         | 1.01–2.13  |                             | Axel Malzacher      |
| Dr. Gabriele Le Deux                   | Charlayne Woodard     |            | 1.03–1.04, 1.06, 1.09, 1.11 | Sabine Falkenberg   |
| Eve Blanchard                          | Molly Griggs          |            | 1.05, 1.08–1.09, 1.15–1.19  | Sarah Riedel        |
| Jin                                    | Raymond Lee           |            | 1.06–1.08                   | Marcel Collé        |
| Paul Lazar / Junkyard-Killer           | Michael Raymond-James |            | 1.07–1.08, 1.11             | Oliver Stritzel     |
| Colette Swanson                        | Meagan Good           |            | 1.08, 1.10–1.11             | Anja Stadlober      |
| Sophie Sanders / Die Frau in der Kiste | Anna Eilinsfeld       |            | 1.15–1.20                   | Kaya Marie Möller   |
| Nicolas Endicott                       | Dermot Mulroney       |            | 1.18–1.20                   | Charles Rettinghaus |
| Dr. Vivian Capshaw                     | Catherine Zeta-Jones  |            | 2.07–2.13                   | Arianne Borbach     |
| Simon Hoxley                           | Alan Cumming          |            | 2.07–2.08                   | Viktor Neumann      |

## Figuren
- Malcolm Bright (Tom Payne) ist ein ehemaliger FBI-Profiler, der jetzt für das NYPD arbeitet. Er besitzt die Fähigkeit, Verbrechen aus der Perspektive des Mörders zu betrachten und erkennt so Zusammenhänge, die andere Polizisten übersehen. Diese Gabe verfolgt ihn jedoch auch und lässt ihn in einem fortwährenden Zustand der Angst leben, er könne eines Tages denselben soziopathischen Tendenzen erliegen wie einst sein Vater.
- Gil Arroyo (Lou Diamond Phillips) ist ein Lieutenant der Major Crimes (sinngem. Abteilung für Kapitalverbrechen) beim NYPD. Er war der Polizist, der Martin Whitly verhaftete, und fungiert seitdem als Ersatzvater für Malcolm. Gil stellt Malcolm als seinen neuen Berater ein, nachdem dieser vom FBI entlassen wurde
- Ainsley Whitly (Halston Sage) ist Malcolms ehrgeizige jüngere Schwester und eine TV-Reporterin
- Dani Powell (Aurora Perrineau) ist ein Detective unter Arroyos Kommando, die mit Malcolms Vergangenheit Mitgefühl zeigt.
- JT Tarmel (Frank Harts) ist ein Detective unter Arroyos Kommando.
- Dr. Edrisa Tanaka (Keiko Agena) ist Gerichtsmedizinerin und hegt Gefühle Malcolm gegenüber.
- Jessica Whitly (Bellamy Young) ist Malcolms Mutter und eine erfolgreiche Geschäftsfrau aus einer High-Society-Familie mit Familiengeld, die unter Alkoholsucht leidet; sie fing nach den Ermittlungen gegen ihren Mann an zu trinken.
- Dr. Martin Whitly (Michael Sheen) ist Malcolms Vater und derzeit in einer Anstalt eingesperrt, nachdem er 23 Morde als Der Chirurg begangen hat.
- Mister David (Esau Pritchett) ist ein Mitarbeiter des Claremont Psychiatric Hospital, der für Dr. Whitly verantwortlich ist.
- Dr. Gabrielle Le Deux (Charlayne Woodard) ist Malcoms Psychologin.
- Nicholas Endicott (Dermot Mulroney) ist ein pharmazeutischer Tycoon, der eine geheime Verbindung mit Dr. Whitly hat.